# Термінал Б
Термінал Б — п'ятий студійний альбом українського гурту Бумбокс, який вийшов наприкінці вересня 2013 року. Відразу після виходу альбому, Бумбокс вирушив в українську частину туру, який стартує 26 вересня у Чернівцях.

## Список композиції
Автор слів А. Хливнюк. 
| #     | Назва               | Автор слів | Тривалість |
| ----- | ------------------- | ---------- | ---------- |
| 1.    | «Коля»              | А. Хливнюк | 03:46      |
| 2.    | «Дурень»            | А. Хливнюк | 04:10      |
| 3.    | «Шукай»             | А. Хливнюк | 04:40      |
| 4.    | «На ви»             | А. Хливнюк | 04:18      |
| 5.    | «Дитина»            | А. Хливнюк | 04:00      |
| 6.    | «Номер скрыт»       | А. Хливнюк | 02:38      |
| 7.    | «Пепел»             | А. Хливнюк | 03:55      |
| 8.    | «Этим летом»        | А. Хливнюк | 03:38      |
| 9.    | «Не на кого пенять» | А. Хливнюк | 03:40      |
| 10.   | «Ти одна»           | А. Хливнюк | 04:16      |
| 11.   | «Кохана»            | А. Хливнюк | 03:13      |
| 42:21 |                     |            |            |

## Музиканти

### Запрошені музиканти
- Дмитро Шуров — родес-піано (пісня Кохана).